# Уравнение эйконала
Уравнение эйконала (от др.-греч. εἰκών — изображение) — нелинейное дифференциальное уравнение в частных производных, встречающееся в задачах распространения волн, когда волновое уравнение аппроксимируется с помощью квазиклассического приближения.
Это уравнение выводится из уравнений Максвелла и связывает волновую оптику с геометрической оптикой.

## Формулировка
Уравнение эйконала может быть представлено в форме:
{\displaystyle |\nabla u(x)|=F(x),\ x\in \Omega }
{\displaystyle u|_{\partial \Omega }=0}, где
{\displaystyle \Omega } есть подмножество в {\displaystyle \mathbb {R} ^{n}}.
Здесь
- {\displaystyle F(x)} — функция с положительными значениями, связанная со скоростью распространения волн в среде.
- {\displaystyle \nabla } — обозначает градиент,
- {\displaystyle |\dots |} — Евклидова норма.

## Примеры
- Если {\displaystyle F\equiv 1}, то функция расстояния до {\displaystyle \partial \Omega } удовлетворяет уравнению эйконала.